# Jerzy Dastych

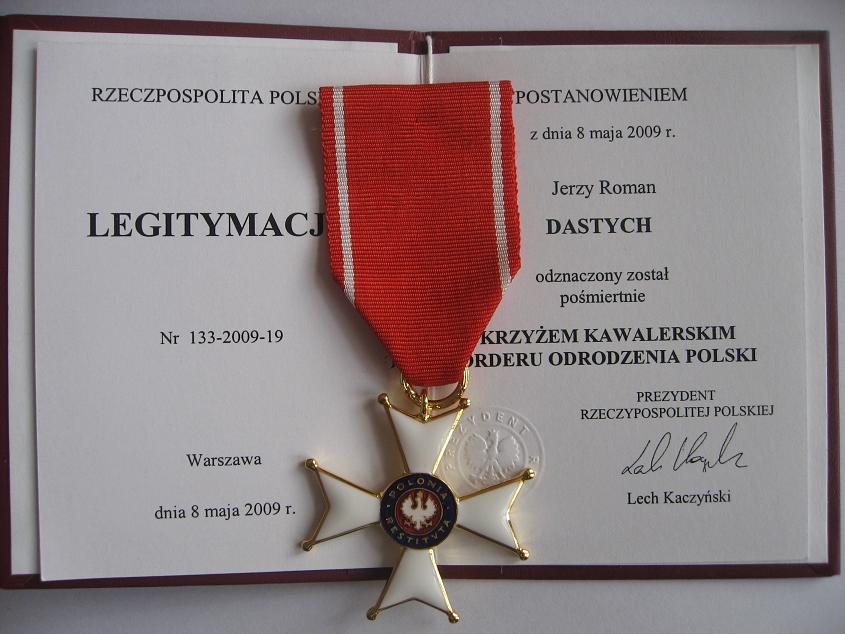
Dyplom z 8 maja 2009 roku potwierdzający postanowienie prezydenta RP o zaliczeniu Jerzego Dastycha post mortem w poczet Kawalerów Orderu

Jerzy Roman Dastych (ur. 18 kwietnia 1944 w Ciechanowie, zm. 12 listopada 1997 w Czechowicach-Dziedzicach) – działacz NSZZ „Solidarność” w latach 1980–1981, jeden z liderów związku w Regionie Świętokrzyskim.

## Życiorys
Syn Romana i Heleny z d. Pawlik. W 1964 r. ukończył Technikum Elektroenergetyczne w Bytomiu. Następnie pracował zawodowo w dużych zakładach przemysłowych przy rozruchu i eksploatacji urządzeń elektrycznych funkcjonujących w ruchu ciągłym. Często zajmował stanowiska kierownicze. Pracował przy uruchamianiu Elektrowni Turów w Turoszowie. Od końca lat 60. pracował w Zakładach Chemicznych "Police". W grudniu 1970 r. wszedł w skład Komitetu Strajkowego w Zakładach Chemicznych Police (19–22 grudnia), potem był reprezentantem społecznych Rad Robotniczych i członkiem oddziałowej Rady Robotniczej w tymże zakładzie. W pierwszej połowie lat 70. brał udział w budowie Elektrowni "Dolna Odra" w Nowym Czarnowie. Pod koniec lat 70. rozpoczął pracę w nowo powstającej elektrociepłowni "Połaniec". Od 18 grudnia 1980 do 13 grudnia 1981 był przewodniczącym Komisji Zakładowej NSZZ „Solidarność” w Elektrowni Połaniec (w skład Komisji Zakładowej wchodzili również delegaci z firm podwykonawczych).

## Pro Memoria
Na wniosek Zarządu Regionu Świętokrzyskiego NSZZ „Solidarność” w Kielcach Jerzy Dastych został pośmiertnie odznaczony przez prezydenta RP Lecha Kaczyńskiego Krzyżem Kawalerskim Orderu Odrodzenia Polski "za wybitne zasługi w działalności na rzecz przemian demokratycznych w Polsce, za osiągnięcia w podejmowanej z pożytkiem dla kraju pracy zawodowej i społecznej".

## Ordery i odznaczenia
- Krzyż Kawalerski Orderu Odrodzenia Polski (2009, post mortem).

## Życie prywatne
- W 1970 r. w Szczecinie wziął ślub z Danutą Górnikiewicz (ur. 1946). Mieli czworo dzieci.